# Jan Valize
Jan Valize (Venlo, 14 september 1982) is een Nederlands politicus namens de PVV. Hij is sinds 6 december 2023 lid van de Tweede Kamer der Staten-Generaal en hij was van 2018 tot 2022 gemeenteraadslid van Venlo.